# Asso
Pour les articles homonymes, voir Asso (homonymie).
Pour l’article ayant un titre homophone, voir assaut.
Asso est une commune italienne de la province de Côme, dans la région Lombardie.

## Administration
| Période                                  | Période | Identité | Étiquette | Qualité |
| ---------------------------------------- | ------- | -------- | --------- | ------- |
|                                          |         |          |           |         |
| Les données manquantes sont à compléter. |         |          |           |         |

### Hameaux
Brazzova, Ca' Nova, Fraino, Gallegno, Gemù, Megna, Mudronno, Pagnano, Scarenna

### Communes limitrophes
Caglio, Canzo, Caslino d'Erba, Lasnigo, Rezzago, Sormano, Valbrona